# Intel 8041
Intel 8041 je osmibitový jednočipový mikropočítač harvardské architektury vyvinutý firmou Intel a na trh uvedený roku 197?. Je plně kompatibilní s rodinami MCS-48, MCS-80, MCS-85 a MCS-86. Napájí se 5 V, podporuje standby režim, pracuje na frekvenci 6 MHz. Obsahuje vnitřní OTP ROM o velikost 1 KiB, datovou paměť RAM s velikostí 128 bajtů a stavový registr. Často se používal na původních 80386 a 80486 základních deskách. Výrobou tohoto jednočipu se zabývaly i jiné firmy, např. AMD, NEC nebo Mitsubishi.

## Základní údaje
- osmibitová architektura
- osmibitová datová sběrnice
- taktovací frekvence 6 MHz (hodinový oscilátor součástí čipu, je-li externí, připojuje se na piny XTAL1 a XTAL2), možno i přetaktovat (na vlastní riziko)
- podpora DMA a přerušení
- 10bitový registr PC (Program Counter)
- 8bitový čítač/časovač
- 18 V/V pinů
- datová paměť – verze 8041A – 64 bajtů RAM, verze 8041AH – 128 bajtů RAM
- maskovatelná programová paměť – 1 024 bajtů ROM, čip neumožňoval programovat
- osazován do pouzdra DIP-40 nebo PLCC-44
- pracovní teplota 0–70 °C
- oproti většině starších jednočipů obsahoval i stavový registr (využity byly však pouze 4 bity)
- dva vstupní testovací bity

## Rozložení pinů
Jako je tomu u většiny procesorů, tak i u tohoto je zapotřebí, aby byly všechny vstupní vývody zapojeny (nevyužité vývody se připojí na zem nebo +5 V).

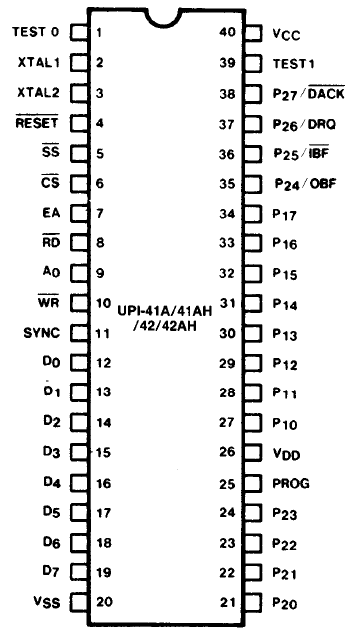
Rozložení pinů procesoru Intel 8041

- 1 – TEST 0 – Vstupní pin, kterým lze přímo testovací pomocí podmíněných ?? v SW.
- 2 – XTAL 1 – Vstup pro krystalový oscilátor. Pin může být připojen k zemi, jsou-li hodiny řízeny externím zdrojem.
- 3 – XTAL 2 – Vstup pro krystalový oscilátor. Lze připojit na hodiny, pokud jede z externího zdroje.
- 4 – !RESET – Resetuje jednočip, udělá se v podstatě to samé, jako kdyby byl jednočip právě zapnut. Vynulují se registry, datová paměť a začne se provádět program z adresy 0.
- 5 – !SS – Vstup jednočipu – SS. Pokud není tento pin používán, musí být na něm +5 V.
- 6 – !CS (Chip Select) – Vstupní, používá se při zapojení externí datové paměti. Není-li používána, musí být na pinu napětí +5 V.
- 7 – EA (Extern Access) – Vstupní, vypne vnitřní OTP ROM a umožní provádět pokyny z externí paměti. Není-li pin používán, přivedeme na GND, jinak Vcc.
- 8 – !RD (Read) – Umožní vstup, který se používá pro přenos dat z externí paměti. Nepoužíváte-li jej, zapojte +5 V.
- 9 – A0
- 10 – !WR (Write) – Umožní výstup, který se používá pro přenos dat do externí paměti. Nepoužíváte-li jej, zapojte +5 V.
- 11 – SYNC – Výstup hodinového signál, který se vyskytuje za každou instrukcí. Tento pin lze použít pro rychlý přenos I/O dat.
- 12–19 – D0–D7 (I/O) – Piny pro přenos dat. Je-li externí přístup zapnut, pak by měla být data přenášena pomocí těchto pinů.
- 20 – GND – Uzemnění
- 21–24 = P20–P23 (I/O) – Lze použít jako adresové porty, je-li zapojena a povolena externí paměť.
- 25 – PROG (I/O)
- 26 – VDD – +5 V napájení
- 27–34 – P10-P17 (I/O) – Univerzální I/O porty, používají se jako adresové piny v případně povolení přístupu do externí paměti.
- 35–38 – P24-P27 (I/O) – Univerzální I/O porty, různé použití.
- 39 – TEST 1 – Vstupní pin, používá se k testování.
- 40 – Vcc – +5 V napájení

## Registry
Procesor obsahuje několik datových registrů:
- R0-R7 – každý o velikosti jednoho bajtu
- Acc – osmibitový střadač (Accumulator)
- stavový registr
  - Carry – bit signalizující přetečení střadače
  - Auxilary carry – bit signalizující přetečení u BCD operací nebo u operací s desítkovou soustavou.
  - F0
  - F1